# Kazan (fiume)
Il Kazan ("pernice bianca" in lingua inuit) è un fiume del Canada che scorre nel Nunavut. Il fiume nasce nei pressi del lago Obre e scorre in direzione nord per circa 850 km prima di gettarsi nel lago Baker e diventare quindi affluente del fiume Thelon.
Attraversa taiga e tundra, e quando supera la linea-limite dei pini il suo corso entra a far parte del Canadian heritage. Questo fiume è noto sia per la pesca sportiva che per la pratica della canoa e del kayak.

## Storia
L'abbondanza di cibo nei pressi del corso del fiume attrasse sia gli Inuit che gli indiani Dene già 5000 anni fa. In origine gli Inuit non abitavano l'area ma tendevano a tornare verso la costa durante l'inverno. Nel XVIII secolo diminuì l'uso della zona da parte dei Dene, così gli Inuit poterono stabilirsi. Oggi i loro discendenti sono noti come Caribou Inuit e sono gli unici Inuit a non vivere lungo la costa. Ancora oggi si possono trovare resti di antichi accampamenti lungo il corso del Kazan.
Il primo europeo a visitare questa zona fu Samuel Hearne che nel 1770 raggiunse il lago Yathkyed. In ogni caso il fiume non fu cartografato fino all'arrivo del geologo e cartografo canadese Joseph Tyrrell nel 1894. Anche l'esploratore Knut Rasmussen raggiunse la zona nel periodo tra il 1921 ed il 1924 durante la sua quinta spedizione Thule.

## Fauna
Sebbene molte specie di animali selvatici possano essere osservati lungo il corso del fiume Kazan, sicuramente il più famoso è il caribù, Kaminuriak herd (Qamanirjuaq). Oltre 300.000 esemplari di caribù migrano attraverso questa area e si dice che sia la più vasta migrazione di animali di terra del pianeta. Altri animali che possono essere osservati in questa zona sono il bue muschiato, il ghiottone, il falco pellegrino e molte varie specie di pesci.

## Laghi
Lungo il suo corso forma parecchi laghi tra cui:
- Kasba
- Ennadai
- Angikuni
- Yathkyed
- Thirty Mile

Ha un bacino di 71.500 km2 e una portata di 540 km³/s.